# Periscepsia guttipennis
Periscepsia guttipennis är en tvåvingeart som först beskrevs av Fritz Isidore van Emden 1960.  Periscepsia guttipennis ingår i släktet Periscepsia och familjen parasitflugor.
Artens utbredningsområde är Kenya. Inga underarter finns listade i Catalogue of Life.